# Béla Guttmann
Béla Guttmann (* 27. Jänner 1899 in Budapest, Österreich-Ungarn; † 28. August 1981 in Wien) war ein ungarischer Fußballspieler und -trainer, der 1956 auch die österreichische Staatsbürgerschaft erhielt. Sein größter Erfolg waren die zwei Triumphe im Europapokal der Landesmeister mit Benfica Lissabon 1961 und 1962. Er gilt als Entdecker des portugiesischen Fußballstars Eusébio. Bekannt ist er vor allem auch als Namensgeber des Guttmann-Fluchs, mit dem er 1962 als Trainer seinen damaligen Verein Benfica Lissabon verflucht haben soll.

## Spielerkarriere
Seine Spielerkarriere begann Guttmann 17-jährig in der ersten ungarischen Liga bei Törekvés SE, bevor er 1919 zum MTK Budapest wechselte, mit dem er 1920 und 1921 die ungarische Meisterschaft gewann. Bereits bevor in Ungarn 1925 offiziell der Profifußball eingeführt wurde, kassierten viele Spieler verdeckt hohe Gagen. Béla Guttmann wechselte Anfang 1922 zu Hakoah Wien. Der Autor Ludwig Tegelbeckers wies nach, dass der Wechsel Guttmanns nach Österreich vor dem Hintergrund eines Schwarzgeld-Skandals in Ungarn stattfand, in dessen Verlauf die illegale Bezahlung etlicher Spieler aufflog und bestraft wurde.
Mit der rein jüdischen Mannschaft von Hakoah Wien holte Guttmann in der Saison 1924/25 die österreichische Meisterschaft, es war die erste Profisaison im österreichischen Fußball. Guttmann stand auch in der Hakoah-Elf, die am 3. September 1923 den englischen Cup-Finalisten West Ham United auf dessen eigenem Platz mit 5:0 bezwang und damit als erste kontinentale Mannschaft überhaupt ein Spiel in England gewinnen konnte.
Mit der Wiener Hakoah, die in den 1920er Jahren Tourneen in der ganzen Welt unternahm, bereiste Guttmann 1926 die USA und ging nach Abschluss der Reise in der nordamerikanischen Soccer-League bei den New York Giants unter Vertrag. In seinen sechs New Yorker Jahren spielte Guttmann an fünf Stationen für insgesamt vier Teams (New York Giants, New York Hakoah FC, Hakoah All-Stars, New York Soccer Club). Gleichzeitig avancierte er zum Geschäftsmann: Er organisierte Varieté-Auftritte europäischer Fußballspieler (an denen er auch persönlich mitwirkte) und war – bis zum Börsencrash 1929 – Teilhaber einer der größten New Yorker Bars.
Im Herbst 1932 verließ Béla Guttmann die USA und kehrte nach Österreich zurück. Für Hakoah Wien lief er bis zum Ende der Saison 1932/33 noch einmal als Spieler auf, bevor – bei ebendiesem Club – im Juli 1933 die vier Jahrzehnte lange Trainerkarriere Guttmanns begann.

## Trainerkarriere

### Frühe Laufbahn
Als Trainer arbeitete Béla Guttmann an 24 Stationen für 18 Vereinsmannschaften und eine Nationalmannschaft (Österreich) in 13 Ländern Europas, Nord- und Südamerikas.
Der erste große Erfolg in der Trainerlaufbahn des Ungarn war der Gewinn des Mitropacups, des historischen Vorläufers der heutigen Champions League, mit Újpest Budapest im Spätsommer 1939, unmittelbar vor Ausbruch des Zweiten Weltkriegs. Während des Kriegs hielt er sich in Budapest versteckt.
Nach dem Krieg trainierte Guttmann zunächst Vasas Budapest (1945), Ciocanul Bukarest (1946), erneut Újpest (1946/47) und dann Kispest Budapest (1947/48). Danach verließ Guttmann Ungarn erneut. 1949 ging er nach Italien und trainierte in der Serie A 1949/50 Padova Calcio und 1950/51 die US Triestina; bei beiden Vereinen wurde er vorzeitig entlassen. 1952 war Guttmann laut inoffiziellen Quellen im Trainerstab der ungarischen Nationalmannschaft tätig, die bei den Olympischen Spielen in Helsinki Gold gewann.
Ab Jänner 1953 war Guttmann für sechs Spieltage Trainer des argentinischen Zweitligateams Quilmes AC. Danach scheiterte ein mögliches Engagement bei den Boca Juniors an seinen Gehaltsforderungen. Zudem war für den Gesundheitszustand seiner Frau das Mittelmeerklima geeigneter, wie verkündet wurde. Noch im gleichen Jahr coachte er auf Vermittlung seines Landsmanns József Künsztler – zwischen 1936 und 1949 achtmaliger Meister mit dem Verein – für drei Monate auf Zypern APOEL Nikosia.

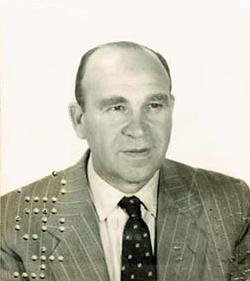
Béla Guttmann (1953)

Ab November 1953 war Béla Guttmann Trainer der AC Mailand. Im Frühjahr 1955 wurde er nach dem 19. Spieltag entlassen, da sich die Mannschaft, nach hervorragendem Saisonstart mit nur einem Punktverlust in den ersten zehn Spielen, in einem unkontrollierten Sinkflug befand. Öffentliches Remmidemmi, wie ein Vorfall, bei dem seine Frau in einem Restaurant die Frau des ungarischen Trainerkollegen Lajos Czeizler, damals Trainer bei Sampdoria, mit einer Flasche bewarf, war nicht hilfreich. Am Schluss reichte es, dass sich Guttmann nach einer erneuten Niederlage der Pressekonferenz verweigerte. Milan war zu diesem Zeitpunkt noch an der Tabellenspitze, die unter seinem Nachfolger Ettore Puricelli nicht nur verteidigt, sondern auch wieder ausgebaut werden konnte. Als letzte Station in der Serie A folgte 1955/56 ein Engagement beim Aufsteiger Lanerossi Vicenza.
Seine Zeit in Vicenza war durchwachsen und vornehmlich von Guttmanns juristischen Problemen überlagert. In seiner anfänglichen Zeit in Italien führte er aus Wien kommend seinen Landsmann Deszo Solti in Mailand ein, der in den kommenden Jahrzehnten, unter anderem mit Italo Allodi, eine führende Figur zumindest der italienischen Spielverschieberszene wurde. Die Probleme hier waren aber näherliegend: Mit dem Buick des Trainers passierte ein Unfall mit Todesfolge und Fahrerflucht in Mailand. 1960 wurde Guttmann in Abwesenheit wegen Totschlages zu einem Jahr Haft verurteilt.
Im Spätherbst 1956 schloss sich Guttmann der Exil-Mannschaft von Honvéd Budapest an. Das Team um Ferenc Puskás, angeführt vom späteren Real-Madrid- und Schalke-04-Manager Emil Östreicher, das bis dahin den Kern der legendären „goldenen“ ungarischen Fußballnationalmannschaft gebildet hatte, war nach dem Ungarn-Aufstand im Oktober 1956 nicht mehr von einer Auslandsreise zurückgekehrt. Es ging auf eine Südamerikatournee, die Guttmann als Trainer betreute. Puskás und Guttmann waren alte Bekannte aus ihrer gemeinsamen Zeit bei Kispest (nicht lange nach Guttmanns Weggang von Kispest 1948 wurde das Team zur Mannschaft der ungarischen Armee und deshalb in „Honvéd“ umbenannt – Zentraler Sportklub der Armee). Die Tournee führte Honvéd und Guttmann nach Brasilien. Während das Team aber im Februar 1957 via Caracas nach Europa zurückreiste und sich dort auflöste, zog es Guttmann nach São Paulo, wo er sich mit seinem Bruder traf und den FC São Paulo trainierte, den er nach anfänglichen Schwierigkeiten zur Staatsmeisterschaft führte, nachdem Altstar und Pelé-Idol Zizinho von Bangu AC (RJ) verpflichtet werden konnte. Der SPFC hätte ihn gerne behalten, aber Guttmann schützte wieder einmal vor, seine Frau vertrüge das Wetter nicht.

### Triumphe in Lissabon
1958 kehrte Guttmann nach Europa zurück und ging beim FC Porto unter Vertrag. Er holte mit dem Team nach einem „Herzschlagfinale“ auf Anhieb den portugiesischen Titel, um direkt im Anschluss zum – diesmal – unterlegenen Konkurrenten Benfica Lissabon zu wechseln.
Mit Benfica holte Guttmann 1960 und 1961 den portugiesischen Titel. Vor allem aber trumpfte er mit seinem Team im Europapokal der Landesmeister auf, der Königsklasse des europäischen Vereinsfußballs, die seit ihrer Einführung im Jahr 1955 von Real Madrid dominiert worden war. Erst Benfica mit Béla Guttmann als Trainer durchbrach die Dominanz der Spanier. 1961 bezwang die Elf den FC Barcelona in Bern mit 3:2. Im Jahr darauf kam es zum direkten Showdown mit Real Madrid in Amsterdam. Das Finale von 1962 gilt bis heute als eines der besten in der Geschichte des europäischen Fußballs. Real Madrid wurde von Guttmanns Benfica förmlich überrollt, nach anfänglicher Führung der Madrilenen, 2:0 bzw. 3:2, drehte das furios spielende Benfica in der zweiten Hälfte das Spiel und gewann 5:3. Matchwinner war der erst 20-jährige Eusébio, der mit seinen Treffern zum 4:3 und 5:3 innerhalb von drei Minuten das Spiel entschied.
Guttmann verließ Benfica Lissabon 1962 auf dem Höhepunkt seines Ruhms im Zorn, noch vor dem am 1. Juli stattfindenden Pokalfinale, weil man ihm eine geforderte Gehaltserhöhung nicht genehmigt hatte. Er soll daraufhin unter Ausstoßung des Fluches „In den nächsten 100 Jahren wird Benfica nie wieder einen Europacup gewinnen“ gekündigt haben.
Was nach 1962 folgte, war im Grunde nur noch sein schrittweiser Abstieg. Denn nie wieder, an keiner der noch folgenden Stationen, konnte der Trainer nur annähernd noch einmal an das vorher Erreichte anknüpfen.
Nach seiner raschen Abreise aus Lissabon übernahm er kurz darauf Peñarol Montevideo als Nachfolger von Roberto Scarone, der mit diesem Verein drei Meisterschaften in Serie, zweimal die damals noch Copa Campeones de América genannte Copa Libertadores und einmal den Weltpokal, bei dem er im Vorjahr noch Benfica im Finale mit 5:0 überrollte, gewonnen hatte. Scarone schloss sich dem Stab der uruguayischen Nationalmannschaft für die 1962 in Chile stattfindende Weltmeisterschaft an. Am 8. Juli saß Guttman bereits beim Halbfinalspiel um den Südamerikapokal gegen den Stadtrivalen Nacional auf der Bank, über den Peñarol schließlich nach drei Spielen das Finale gegen den aufstrebenden FC Santos um Pelé erreichte. Dort scheiterte Guttman mit Peñarol nach Ergebnissen von 1:2 und 3:2 im notwendig gewordenen Entscheidungsspiel in Buenos Aires klar mit 0:3. Für Guttmann war das auch das Ende seines Traumes, letztendlich doch noch den Weltpokal in Endspielen gegen seinen Vorverein Benfica zu gewinnen. Die Rache fiel aus.
Zu jenem Zeitpunkt schwelte bereits die Unzufriedenheit mit Guttmann, der sich mit einem Kauderwelsch aus Portugiesisch und Italienisch verständlich machte und dem es schwer fiel, die Namen der Spieler im Gedächtnis zu behalten. Fehler in der Aufstellung wurden ihm vorgeworfen, als er beispielsweise den Flügelstürmer Julio Abbadie in die Defensive abordnete, und auch die offensivere Taktik, die er den Schwarz-Gelben verordnete und die einen Abschied von der vornehmlich auf Konter ausgelegten typisch uruguayischen Spielweise bedeutete, wurde kritisiert. Dies kulminierte schließlich im Oktober in der Trennung, und es war Juan Pelegrín Anselmo vorbehalten, Peñarol zur fünften Meisterschaft hintereinander zu führen. Luciano Álvarez berichtet, dass offenbar gesundheitliche Gründe den Rückzug Guttmans im Anschluss an den am 14. Oktober 1962 mit 4:1 gewonnenen Clásico gegen Nacional bedingten. Zudem sei Guttmann zur Spielzeit 1963 zu den Aurinegros zurückgekehrt.

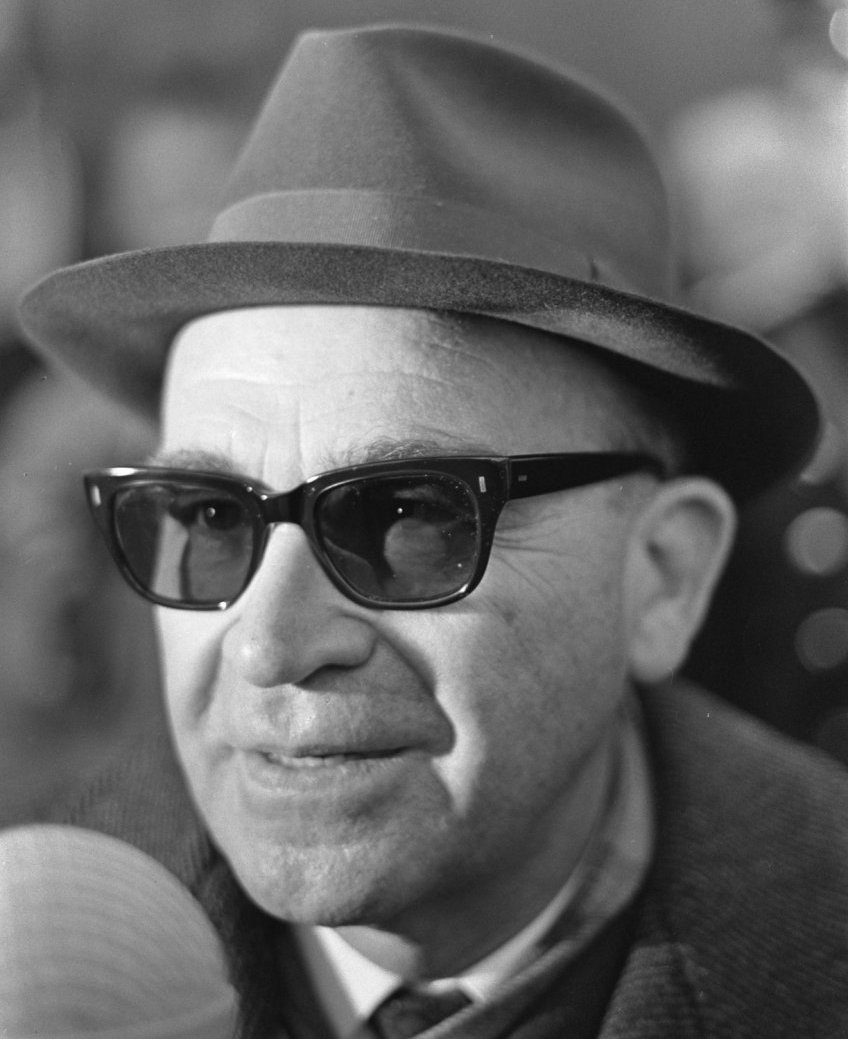
Béla Guttmann (November 1966)

Im März 1964 heuerte Guttmann als Teamkapitän, als Teamchef, der österreichischen Nationalmannschaft an, und dies sogar mit einer – im Rahmen des Möglichen – sehr guten Bilanz (3/2/1). Nach dem österreichischen Autor Michael John führten letztlich öffentlich geäußerte antisemitische Ressentiments dazu, dass Guttmann sein Amt bereits im Oktober enttäuscht wieder aufgab.
Ab 1965 sank der Stern des Trainers Béla Guttmann dann endgültig. Sein zweites Engagement bei Benfica Lissabon in der Saison 1965/66 endete Ende März 1966 mit dem demütigenden Rauswurf Guttmanns an der Stätte seiner größten Triumphe. Die anschließende Trainerstation in der Schweiz bei Servette Genf (1966/67) nahm denselben Verlauf: Entlassung wegen Misserfolgs im Frühjahr 1967. Sein folgendes Engagement in Griechenland bei Panathinaikos Athen beendete Guttmann 1967 nach wenigen Spielen selbst.
1973 erschien Béla Guttmann ein letztes Mal auf der Fußballbühne: Als technischer Direktor bei FK Austria Wien sowie danach nochmals als Trainer des FC Porto, wo er als Tabellenvierter der portugiesischen Liga im Sommer 1974 75-jährig endgültig seine Karriere beendete.
Am 28. August 1981 starb Béla Guttmann in Wien und wurde auf dem Wiener Zentralfriedhof, begraben. (Tor 4, neuer jüdischer Friedhof, Gruppe 7A, Reihe 9, Grabstelle Nr. 8)

## Erfolge
Als Spieler (1916–1933)
- Ungarischer Nationalspieler (3/1), Olympiateilnehmer 1924
- Ungarischer Meister: 1919/20, 1920/21
- Österreichischer Meister: 1924/25
- Sieger des National Challenge Cup 1929

Als Trainer (1933–1974)
- Europapokalsieger der Landesmeister: 1960/61, 1961/62 mit Benfica Lissabon
- Mitropacupsieger: 1939 mit Újpest Budapest
- Ungarischer Meister: 1938/39, 1946/47 mit Újpest
- Ungarischer Pokalsieger: 1946/47 mit Újpesti TE
- Staatsmeisterschaft von São Paulo: 1957 mit dem FC São Paulo
- Portugiesischer Meister: 1958/59 mit FC Porto; 1959/60, 1960/61 mit Benfica Lissabon
- Copa Libertadores: Finalist 1962 mit Peñarol Montevideo

## ÖFB-Länderspiele unter Teamchef Béla Guttmann, gemeinsam mit Josef Walter
Legende
- H = Heimspiel
- A = Auswärtsspiel
- grüne Hintergrundfarbe = Sieg Österreichs
- gelbe Hintergrundfarbe = Unentschieden
- rote Hintergrundfarbe = Niederlage

| Spiele | Siege | Remis | Niederlagen | Tore | TD |
| ------ | ----- | ----- | ----------- | ---- | -- |
| 5      | 3     | 1     | 1           | 6:5  | +1 |

| Nr. | Datum      | Ergebnis | Gegner      |   | Austragungsort  | Anlass | Bemerkung |
| --- | ---------- | -------- | ----------- | - | --------------- | ------ | --------- |
| 323 | 12.04.1964 | 1:1      | Niederlande | A | Amsterdam (NED) |        |           |
| 324 | 03.05.1964 | 1:0      | Ungarn      | H | Wien            |        |           |
| 325 | 14.05.1964 | 0:2      | Uruguay     | H | Wien            |        |           |
| 326 | 27.09.1964 | 3:2      | Jugoslawien | H | Wien            |        |           |
| 327 | 11.10.1964 | 1:0      | Sowjetunion | H | Wien            |        |           |